# Ctenopharynx
Ctenopharynx és un gènere de peixos pertanyent a la família dels cíclids.

## Distribució geogràfica
Es troba a l'Àfrica oriental: llac Malawi i riu Shire.

## Taxonomia
- Ctenopharynx intermedius (Günther, 1864)[6]
- Ctenopharynx nitidus (Trewavas, 1935)[7]
- Ctenopharynx pictus (Trewavas, 1935)[7][8][9][10][11][12][13]